# Aero A.204
Aero A.204 – czechosłowacki samolot pasażerski, który latał w formie prototypu w 1936 roku. Został opracowany specjalnie dla ČSA, ale ku zaskoczeniu i rozczarowaniu Aero, krajowe linie lotnicze wybrały zamiast tego brytyjski produkt, Airspeed Envoy. Nie mogąc znaleźć klienta, Aero zaczęło opracowywać wersję wojskową – A.304.
Podczas gdy Czechosłowacja była okupowana przez nazistowskie Niemcy, Aero produkowało samoloty na licencji Siebel Si 204. Podobny w konfiguracji do A.204, te dwa samoloty są czasami mylone, ale poprawnym czeskim oznaczeniem produktu Siebel jest C-3.